# Мирко Брачич
Мирко Брачич — Миран Брадач (Трст, 16. март 1915 — Кочевје, 11. децембар 1943) био је учесник Народноослободилачке борбе и народни херој Југославије.

## Биографија
Рођен је 16. марта 1915. године у Трсту, у службеничкој породици. После Првог светског рата, доласком Италијана у Трст, породица му се преселила у Тржич, где је Мирко похађао основну школу. Грађанску школу завршио је у Љубљани. У краљевској војсци служио је као активан подофицир-наредник краљеве гарде.
Јула 1941. године, придружио се партизанима. Ускоро је постао политички комесар Боровничке чете Кримског батаљона. Под његовом командом, Боровичка чета је напала и уништила италијанско војно складиште муниције у Безуљаку, 19. октобра 1941. године.
Након погибије команданта Љубе Шерцера, Кримски батаљон је, у децембру 1942, променио име у „Шерцеров батаљон“. Брачич је фебруара постао заменик команданта Трећег Шерцеровог батаљона, а ускоро потом и командант тог батаљона. Четвртог априла 1942. године, Главни штаб Словеније издао је наредбу о реорганизацији словеначких партизанских чета у одреде и групе одреда, па је том приликом Мирко Брачич именован за команданта Треће групе одреда. Под његовом командом, Трећа група одреда је у пролеће 1942. године ослободила велике делове Нотрањске и Долењске од италијанске власти.
Наредбом Главног штаба Словеније од 26. јула 1942. године, Брачич је по наредби Главног штаба Словеније постао командант Лошког одреда, основаног крајем августа на Отробовцу. Одред је имао задатак да се пробије у Словеначко приморје и да тамо шири и организује Народноослободилачки покрет. По преласку бивше југословенско-италијанске границе одред је добио име Сошки одред. До приморја се пробио у октобру 1942. године.
Сошки одред је с временом развио антифашистичку делатност у Приморској, а ускоро је формирана и Алпска оперативна зона, која је обухватала приморје и Горењску. За команданта зоне, Главни штаб поставио је Мирка Брачича.
После капитулације Италије, Брачич је постао командант Четрнаесте словенчке дивизије. Под његовом командом, дивизија се истакла у разоружавању италијанске војске, нарочито у Рибници, где је разоружала 52. пук италијанске дивизије „Исонцо“, очистила Нотрањску и, у другој половини септембра 1943, припремила се за предстојећу немачку офанзиву. Дивизија је одолевала Немцима и почетком новембра је у Нотрањској прешла у офанзиву.
Деветог децембра, Четрнаеста дивизија напала је јако немачко-домобранско упориште у Кочевју. После два дана борби, непријатељ се још држао само у утврђеном граду. У нападу на град преко моста, 11. децембра, учествовао је и Мирко Брачич, али је том приликом био смртно погођен. Случајно га је погодио командант Лошке бригаде, Франц Бобнар-Геџо.
Лошка бригада је касније по њему названа Тринаеста словеначка ударна бригада „Мирко Брачич“.
Указом Президијума Народне скупштине ФНР Југославије 5. јула 1951. проглашен је за народног хероја.